# Nova Araçá
Nova Araçá är en kommun i Brasilien.   Den ligger i delstaten Rio Grande do Sul, i den södra delen av landet, 1 500 km söder om huvudstaden Brasília. Antalet invånare är 4 003.
Omgivningarna runt Nova Araçá är en mosaik av jordbruksmark och naturlig växtlighet. Runt Nova Araçá är det glesbefolkat, med 13 invånare per kvadratkilometer.